# Limosina villosa
Limosina villosa är en tvåvingeart som beskrevs av Oswald Duda 1918. Limosina villosa ingår i släktet Limosina och familjen hoppflugor. Inga underarter finns listade i Catalogue of Life.